# Короткий опис Малоросії
Короткий опис Малоросії — український літопис, створений анонімним автором у 30-х роках XVIII століття.

## Відомості
Літопис містить огляд подій від 1340 по 1734, найдокладніше — з часів Богдана Хмельницького. Автор (імовірно належав до козацької старшини) зв'язує козацький період історії України з історією Київської Русі; висвітлює історію козацтва, звеличує визвольну боротьбу українського народу проти Речі Посполитої, висловлює симпатії до її керівників (Богдана Хмельницького, Івана Богуна, Северина Наливайка, Семена Палія тощо).
Головним джерелом для «К. О. М.» був літопис Григорія Грабянки. З нього автор вибрав найістотніші факти і стисло їх переказав, опис же подій 1709—1734 зробив самостійно. Загалом це була спроба створити коротку історію України.
Твір написано книжною українською мовою. Завдяки лаконічному й ясному викладу «К. О. М.» здобув широку популярність. Його покладено в основу «Краткой летописи Малыя России c 1506 no 1776 год…». Згодом «К. О. М.» став одним з джерел «Истории русов».
Переклад літопису вміщено в книзі «Аннали Малоросії» німецького і французького історика Ж. Б. Шерера, що вийшла 1788 в Парижі. Твір також використано в «Лѣтописце, или кратком описании знатнѣйших дѣйств и случаев, что в котором году дѣялося в Украинѣ Малороссійской обѣих сторон Днѣпра и кто именно когда гетьманом был козацким» (1888).